# Harikzedegân

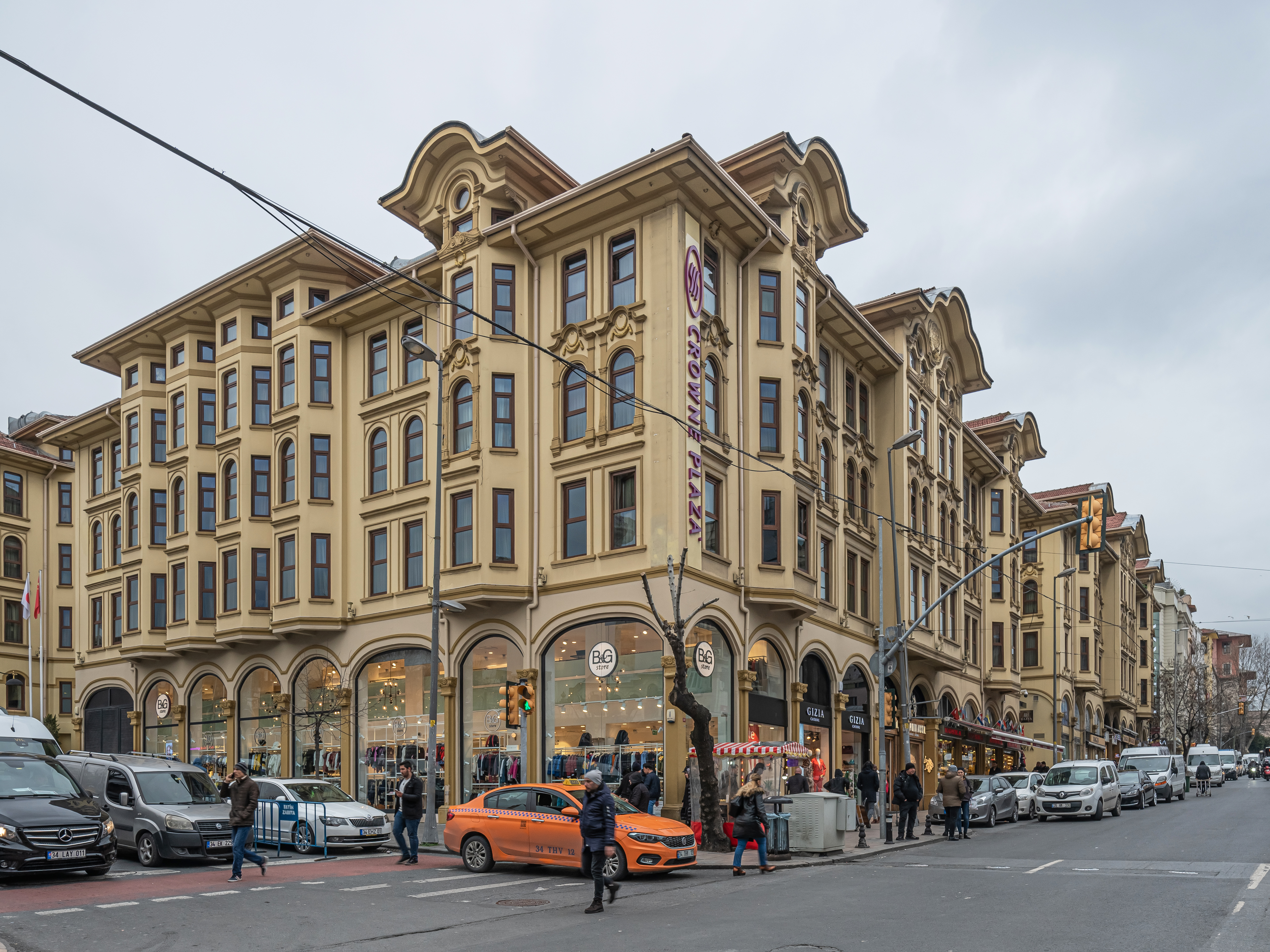
Die Wohnanlage

Harikzedegân ist eine ehemalige Wohnanlage in der Türkei. Die Anlage war das erste soziale  Wohnungsbauprojekt des Landes und bestand aus vier sechsgeschossigen Wohnblocks im neoklassizistischen Stil mit Innenhöfen und insgesamt 124 Wohneinheiten. Harikzedegân bedeutet „Brandgeschädigte“ und wurde für die Opfer eines Flächenbrandes in Istanbul aus dem Jahre 1918 errichtet. Die Anlage entstand in den Jahren 1919–1922 in der Istanbuler Altstadt nahe der Laleli-Moschee. Der Architekt war Kemalettin Bey. Die Wohnanlage war die erste Vollbetonkonstruktion der Türkei. Nach Fertigstellung wurde die Anlage der Türkischen Luftfahrtgesellschaft übergeben und ist daher unter dem Namen „Tayyare Appartements“ („Luftfahrt-Appartements“) bekannt. In den 1980er Jahren wurde Harikzedegân in ein Luxushotel umgewandelt.